# Navidad con Tatiana
Navidad con Tatiana es el tercer álbum infantil y el decimoprimero en la carrera de la cantante, actriz y presentadora Tatiana con 11 hermosas melodías grabado pensado en los más pequeños de casa, no obstante es el primero de la artista mexicana con temática totalmente navideña.

## Información del álbum
Anteriormente, durante su faceta como cantante pop, la mexicana Tatiana, nacida en Philadelphia (EUA), empero criada en la ciudad de Monterrey, interpretó algunas canciones al estilo navideño, recopiladas en diversos álbumes. Esta vez, decidió grabar un repertorio de melodías, las cuales, a chicos y grandes, les hace rememorar gratos recuerdos 
de las conmemoraciones dicembrinas, con arreglos modernos para hacerlas más pegajosas y, sobre todo, bailables.
Destacan los villancicos tradicionales como Los Peces En El Río, Campana sobre Campana y Arre Borriquito.
Incluye temas como Blanca Navidad y el clásico Ven a mi casa esta Navidad; además, un cover de la canción Happy Xmas (War is over), lanzada originalmente en octubre de 1971 del cantante, compositor inglés y guitarrista de la desintegrada banda The Beatles, John Lennon, titulado al español como Feliz Año Nuevo, Feliz Navidad.

## Programa navideño
El álbum fue la base para banda sonora del especial, Navidad con Tatiana: El Navidespipoingue, transmitido en 1996 en México como un especial navideño.
En ese programa, con duración aproximada de 45 minutos, se presentaron todas canciones contenidas en el álbum Navidad con Tatiana, posteriormente fue grabado en cinta, con el formato de video tipo VHS y ese videocassette fue distribuido por Paramúsica, S.A. de C.V.: San Ángel Video.
El productor y director general del especial fue Gabriel Vazquez Bulman, la dirección de escena estuvo a cargo de Roberto Miguel, la coordinación estuvo a cargo de Karen Garcia y Luisa G. Ávila, editado por Antontio Bravo, Luis Chávez; el libreto fue redatado por Miriam Diez y Georgina Hidalgo. Los derechos musicales están reservados a favor de @Mexican Records y los derechos del video pertenecen a Televisa San Ángel, S.A. de C.V.

### Sinopsis
A finales de 1996, Tatiana había lanzado su disco "Navidad con Tatiana" y el conglomerado Televisa junto a la empresa de producción Vazbul Producciones Broadcast de Televisión y Radio, del productor y director de televisión Gabriel Vazquez Bulman, decidieron hacer un programa especial.
La imagen visual que se había manejado todo ese tiempo funcionaba, 'El Espacio' de Tatiana encontraba muy bien consolidado. pues ella se había convertido, sin dudarlo, en líder sobre opinión infantil.
Ciertamente ese equipo soñado ('dream team') era imparable, "para atrás, ni para respirar", afirmaba Vazquez Bulman. Para recrear los bocetos del escenario sobre una pista de hielo, decidieron diseñar, crear y armar varias estructuras acordes a la ambientación de la época, como el gran arbolito de Navidad, la estrella de globos, una casita con un moño gigante, entre otros más, claro está aprovechando la producción de 'El Espacio' y grabar, en la medida de lo posible, un programa televisivo de gran calidad que cumpliera las expectativas y parámetros establecidos.
Con todos los elementos ya dispuestos, graban el que llegaría a convertirse en un memorable especial, en el cual Tatiana, durante unos 42 minutos, nos presenta, desde el mundo de fantasía 'Tatialandia', un hermoso cuento musical bailable en el cual los televidentes pudieron ver a Santa Claus y sus duendes. Fue tal éxito obtenido por el programa especial navideño y la maravillosa aceptación del público que, en menos de 24 horas, se transmitió un total de tres veces, todo un récord en la televisión mexicana.

### Anécdotas indelebles
- En el primer minuto del programa vemos a la guapérrima Tatiana, junto a su preciosa hija Casandra Palacios, luciendo un lindo vestidito rosado, cantando 'Blanca Navidad', mientras, de a pocos, cuelgan varias bolitas moradas en el arbolito de Navidad.[5]

- Parte del libreto indicaba que durante la canción Ven a mi casa esta Navidad, debía haber una familia humilde, de bajos recursos, junto a un bote o barril de metal con un pequeño fuego encendido y así pudieran calentarse un poco debido al frío. A pesar de todas las precauciones y protecciones tomadas, no se pudo evitar que se hiciera un gran boquete en la antes congelada capa de hielo de la pista.

- Al finalizar la canción Rodolfo, el reno, Tatiana junto a todas las niñas y niños, libera en la acera de la calle, entre aplausos y risas, un gran globo blanco con lazos de colores, en el cual van bien amarraditas muchas cartitas con las peticiones para el viejo barbudo y panzón de Santa Claus.[5]

- El Niño Dios es interpretado por el bebé Roberto Alejandro, hijo de Roberto Miguel (el director de escena) y, durante la grabación, quizás por su nerviosismo infantil, lloraba casi constantemente, claro está, hasta que escuchaba sonar la música cantada por Tatiana.

- Al final de la grabación, en la pista de hielo colocaron un gran pastel con sus velitas para celebrarle el cumpleaños #28 a Tatiana (12 de diciembre de 1996). Luego de estar en el frío por más de 10 horas, lo más divertido fue poder cantarle, a todo pulmón, la famosa canción tradicional mexicana Las mañanitas.[5]

### Estreno digital
El 12 de diciembre de 2020 el sitio web tatianaoficial.com publicó que " estrenaría, en su canal de oficial YouTube, por vez primera vez, el especial navideño de 1997 (sic) "Navidad con Tatiana: El Navidespipoingue".

Este especial fue estrenado en su momento en la televisión mexicana e incluso fue lanzado en formato VHS. Ahora, por primera vez podrá ser visto en formato digital este 13 de diciembre a las 8:00 P.M. (Hora Central de México). La película podrá ser vista por los suscriptores de el canal oficial de Tatiana en YouTube.

A menos de dos semanas desde su estreno logró más de 25 mil reproducciones.
En el mismo medio digital también informaron que

...Tatiana se encuentra preparando su nuevo especial navideño de este año (2020), que también será estrenado en su canal oficial el jueves - 24 de diciembre.

## Lista de canciones
| #   | Título                           | Duración | Compositor(es)                                                 |
| --- | -------------------------------- | -------- | -------------------------------------------------------------- |
| 1.  | Santa Claus llegará              | 3:25     | Javen G. Llespie, J. Fred Coots                                |
| 2.  | Blanca Navidad (White Christmas) | 3:20     | Irving Berlin                                                  |
| 3.  | Arre, borriquito                 | 2:32     | Jesus Glück                                                    |
| 4.  | Campana sobre Campana            | 3:33     | Dominio público                                                |
| 5.  | Los reyes magos                  | 3:40     | Santiago Yturria                                               |
| 6.  | Los peces en el río              | 3:03     | Dominio público                                                |
| 7.  | Feliz Año Nuevo, Feliz Navidad   | 3:26     | John Winston Lennon, Yoko Ono                                  |
| 8.  | Rodolfo, el reno                 | 3:00     | Marvin Brodie, Johnny D. Marks                                 |
| 9.  | Ven a mi casa esta Navidad       | 4:54     | Luis Aguilé                                                    |
| 10. | El niño del tambor               | 3:39     | Katherine Kennicott Davis (1941), Harry Simone & Henry Onorati |
| 11. | Remix: Llegó la Navidad          | 5:26     | - - - - -                                                      |